# Husbyholz
Husbyholz (dänisch: Husbyskov) ist ein Ortsteil der Gemeinde Husby.

## Lage
Husbyholz liegt an der Kappelner Landstraße (L 21). Über die nach Nordwesten verlaufende Kappelner Straße sind die folgenden Orte erreichbar: Snorrum, auch Husbyholzerfeld genannt (nach ungefähr 250 Metern), Gosewatt und Husbyries (nach ungefähr 550 Metern) sowie der Hauptort Husby (nach ungefähr 2 Kilometern). Über die weiter nach Südosten verlaufende Kappelner Straße sind nach zweihundert Metern des Weiteren die folgenden dicht beieinander liegenden Orte erreichbar: Seegaard, Stalitt und Hardesby. Das 900 Meter westlich von Husbyholz liegende Markerup, ist über die Straßenverbindung Kappelner Straße und Gosewatt nach 1,5 Kilometern erreichbar.

## Geschichte
Husbyholz erhielt seinen Namen offensichtlich nach einer der Hölzungen in dem Gebiet. Westlich liegen mehrere Waldflächen.
Husbyholz gehörte offenbar schon lange in der Vergangenheit zur Kirchengemeinde Husby. Auf dem dortigen Kirchhof verzeichnet so auch ein Gefallenendenkmal der Kirchengemeinde die im Ersten Weltkrieg und Zweiten Weltkrieg gestorbenen Soldaten aus Husbyholz. 1886 gründeten Husby und Gremmerup zusammen eine Freiwillige Feuerwehr. Aus dieser gingen später die Dorfwehren in Husby, Gremmerup und Markerup/Husbyholz hervor. 1910 wurde die Schule von Husbyholz eröffnet, deren Einzugsgebiet das gesamte Kirchspiel Husby darstellte. Bis 1939 besaß die Volksschule lediglich einen Unterrichtsraum, in dem alle Jahrgänge gemeinsam unterrichtet wurden. Erst nach 1945 kam ein zweiter Unterrichtsraum hinzu. Im Jahr 1963 wurde die Schule letztlich geschlossen. (Das erhaltene Schulgebäude von Husbyholz ist nicht mit der Alten Schule des Dorfes Husby zu verwechseln.)
Im Jahr 1961 lebten in der Gemeinde Husbyholz 156 Menschen, 83 von ihnen direkt im eigentlichen Dorf Husbyholz.  Am 1. Januar 1969 wurde die 2,84 km² große Gemeinde Husbyholz (inklusive Gosewatt, Seegaard und Stalitt) nach Markerup eingemeindet. Die Gemeinde Markerup inklusive Husbyholz wurde wiederum am 15. Februar 1970 nach Husby eingemeindet. Im selben Jahr wurden im Dorf Husbyholz 75 Einwohner gezählt.

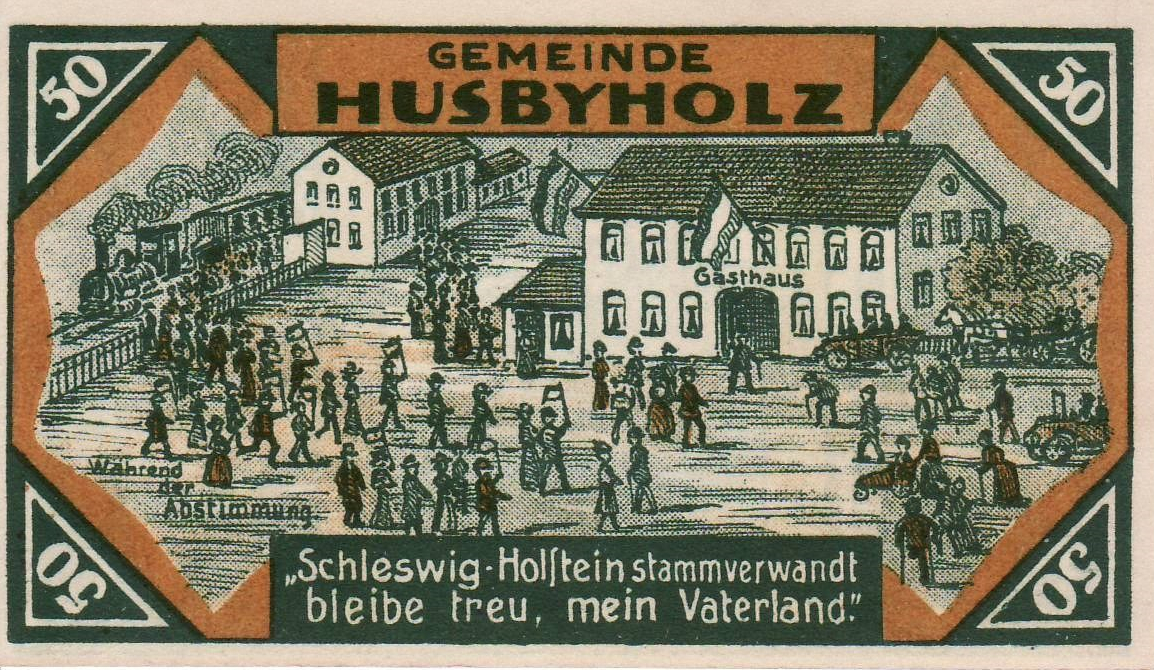
Ehemalige Bahnhof der Gemeinde Husbyholz auf einem Notgeldschein von 1921, kurz nach der Volksabstimmung in Schleswig.
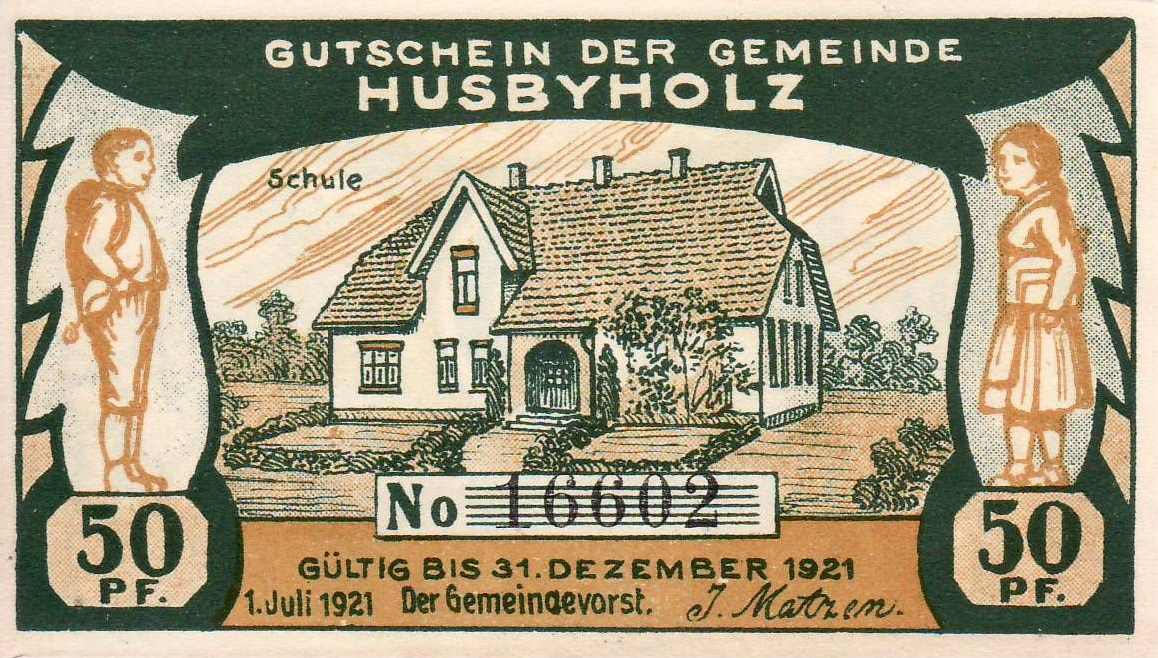
Notgeld von 1921, Motiv: Schule der Gemeinde Husbyholz
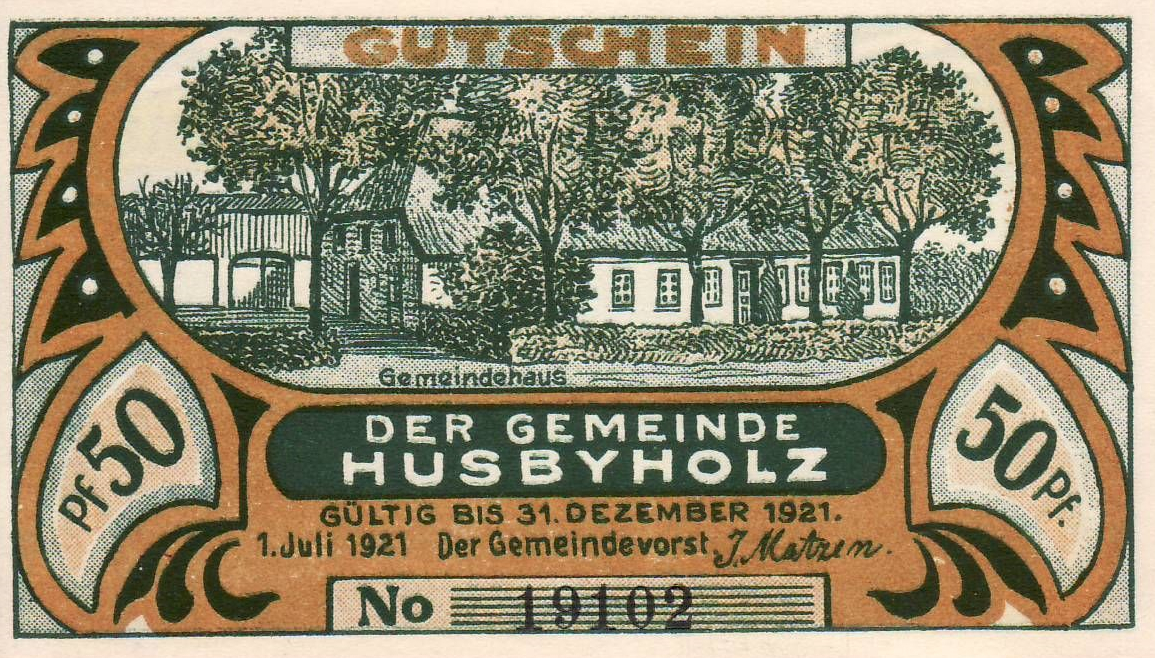
Notgeld von 1921, Motiv: Gemeindehaus der Gemeinde Husbyholz
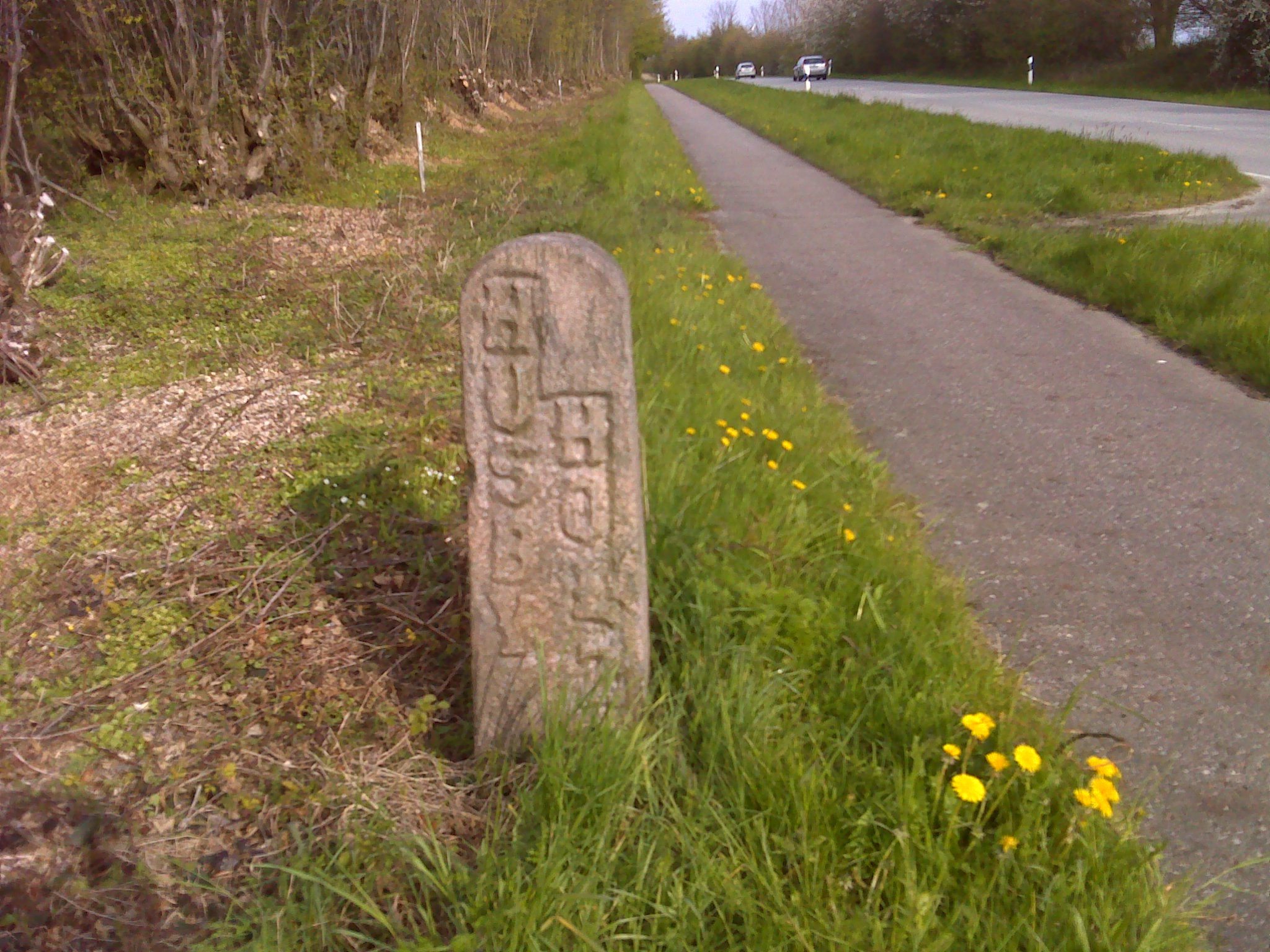
Ortsgrenzstein Husbyholz-Hardesby